# Anne Chapman
Pour les articles homonymes, voir Chapman.
Anne Chapman (née Anne MacKaye Chapman le 27 janvier 1922 à Los Angeles et morte le 12 juin 2010 à Massy,) est une ethnologue et anthropologue franco-américaine.

## Biographie
Étudiante de l'école nationale d'anthropologie et d'histoire de Mexico, puis de l'université Columbia de New York, Anne Chapman obtient un doctorat en anthropologie de l'université Paris-V.
Elle a travaillé avec Claude Lévi-Strauss, Paul Kirchhoff, Alfonso Villas Rojas et Karl Polanyi. Après avoir travaillé sur les civilisations de la Mésoamérique et plus précisément les Tolupanes du Honduras, elle rejoint la Terre de Feu afin d'y étudier les derniers amérindiens Selknams et Yagans.
Directrice honoraire au CNRS, elle partagea sa vie entre Paris, Mexico et Buenos Aires de sa retraite à sa disparition.

## Œuvres
- Quand le soleil voulait tuer la lune, Rituels et théâtre chez les Selk’nam de Terre de Feu, Métaillé, 2008,  (ISBN 9782864246503)
- Lom : amor y venganza, mitos de los yámana (2006)
- Darwin in Tierra del Fuego, Ediciones Imago Mundi, Buenos Aires, 2006
- El fenómeno de la canoa yagán (2004)
- Hain : Selknam Initiation Ceremony and End of a World: The Selknam of Tierra del Fuego (2003)
- Cap Horn 1882-1883 : Rencontre avec les Indiens Yahgan, coécrit avec Christine Barthe, Éditions de la Martinière, 1995,  (ISBN 9782732421735)
- El Fin de Un Mundo : Los Selk’nam de Tierra del Fuego, Vasquez Mazzini editor, Buenos Aires, 1990
- La Isla de los Estados en la prehistoria. Primeros datos arqueológicos, Editorial Universitaria de Buenos Aires (collection Temas), Buenos Aires, 1987
- Drama and Power in a Hunting Society : The Selk´nam of Tierra del Fuego, Cambridge University Press, 1982,  (ISBN 0521238846)

## Publications
- 2005 "Polanyi (1886-1964) for the Student", dans Ph. Charrier, F. Joannès, P. Rouillard, R. Tenu eds, dans Autour de Polanyi - Vocabulaires, théories et modalités des échanges, De Boccard, reproduit dans https://www.thereedfoundation.org/rism/chapman/polanyi2.htm
- « Una vision de la obra de Karl Polanyi », Revista del instituto de Historia Antigua Oriental "Dr. Abraham Rosenvasser" - RIHAO - Tercera Serie, Volumen 15, 2008, pp. 15–23 (Buenos Aires).
- 1980 « Barter as a universal mode of exchange », L’Homme 20/3, pp. 33–83.
- 1984 : Tolupan de la Montaña de la flor : otra cultura que desaparece. America Indigena 44(3): 467-484.
- 1981 : Organizacion dual entre los jicaques (tol) de la Montaña de la Flor, Honduras. Yaxkin 4(1): 57-67.
- 1978 : Les Enfants de la Mort : Univers Mythique des Indiens Tolupan (Jicaque). Mission Archéologique et Ethnologique Français au Mexique.
- 1967 : Missions au Honduras et en Terre de Feu. In: L'Homme, tome 7 n°1. pp. 85–88.https://www.persee.fr/doc/hom_0439-4216_1967_num_7_1_366862
- 1977 : Economia de los Selk'nam de Tierra del Fuego, Journal de la Société des Américanistes, Paris, vol. 64, p. 135-148 (3/4p.)
- 1970 : Chamanisme et magie des ficelles chez les Tolupan (Jicaque) du Honduras. Journal de la Société des Americanistes 59: 43-64.
- 1957 "Les enclaves des ports de commerce dans les civilisations aztèque et maya", dans C. Arensberg, H. Pearson et K. Polanyi eds, Les systèmes économiques dans l'histoire et la théorie, Paris, 1975 p. 137-167 (Trade and Market in early empires pour la première édition américaine en 1957).

## Filmographie
- 1977 : The Onas : Life and Death in Tierra del Fuego
- 1990 : Homage to the Yahgans : The Last Indians of Tierra del Fuego and Cape Horn

## Discographie
- 1972 : Selk'nam (Ona) Chants of Tierra del Fuego, Argentina. Réalisé par A. Chapman, en collaboration avec le Musée de l’Homme, Paris et la fondation Wenner-Gren, New York. Folkways Records, New York. 1977. site de Folkways Records
- 1977 : Selk'nam (Ona) Chants of Tierra del Fuego, Argentina (vol. 2). Réalisé par A. Chapman, en collaboration avec le Musée de l’Homme, Paris et la fondation Wenner-Gren, New York. Folkways Records, New York. 1977. site de Folkways Records

## Bibliothèque et Archives
Bibliothèque personnelle et archives sonores de terrain conservées à la bibliothèque Eric de Dampierre et au Centre de Recherche en Ethnomusicologie, Laboratoire d'ethnologie et de sociologie comparative (UMR 7186, CNRS - Université Paris Nanterre)
- Bibliothèque d'Anne Chapman consultation sur le site de la bibliothèque E. de Dampierre
- Fonds d'archives sonores Anne Chapman consultation sur le site du CREM